# Vicepresident d'Angola
El Vicepresident d'Angola és la segona posició política més alta a Angola; és l'adjunt al cap d'estat, i és nomenat pel president. El càrrec ha estat creat en 2010 i substitueix a l'antic càrrec de primer ministre d'Angola.

## Clau
Partits polítics
- Moviment Popular per a l'Alliberament d'Angola (MPLA)

## Vicepresidents d'Angola (2010–present)
| №                  | Retrat             | Name (naixement–mort)                       | Mandat                 | Mandat                 | Partit Polític     |
| República d'Angola | República d'Angola | República d'Angola                          | República d'Angola     | República d'Angola     | República d'Angola |
| ------------------ | ------------------ | ------------------------------------------- | ---------------------- | ---------------------- | ------------------ |
| 1                  |                    | Fernando da Piedade Dias dos Santos (1950–) | 18 de febrer de 2010   | 26 de setembre de 2012 | MPLA               |
| 2                  |                    | Manuel Vicente (1956–)                      | 26 de setembre de 2012 | 21 de setembre de 2017 | MPLA               |
| 3                  |                    | Bornito de Sousa (1953–)                    | 21 de setembre de 2017 | Elegit                 | MPLA               |